# Мьюсканли
Мюсканли або Ділалі Мусканлі (азерб. Diləli Müskənli) — село в Кубадлинському районі Азербайджану.

## Опис
1993 року село було окупувано Збройними силами Вірменії.
Село розташоване на березі річки Баргушад під Баргушадським хребтом. Слово Мускан місцеві жителі перекладають як «місце міді». У середні віки на території сучасного Узбекистану існували місто і провінція, що називалися Мускан. Ймовірно, під час вторгнення монголів у XIII ст. частина мусканського населення переїхала до Азербайджану і оселилася тут. Слово Мусканлі означає «мусканлійці», «мусканлянці».